# Punta Križa
Punta Križa je naselje na otoku Cresu, ali i naziv najjužnijeg dijela tog otoka na kojem je, uz selo Punta Križa, još petnaestak zaseoka.

## Smještaj
Selo Punta Križa nalazi se na jugu otoka Cresa, nedaleko njegove najjužnije točke. Predio Punta Križa obuhvaća oko 15 km2 najjužnijeg dijela otoka Cresa, južno od Osora, točnije od vrha Vela straža ( 154 mnm ).
Administrativno čitavo područje, iako na Cresu, pripada gradu Mali Lošinj.
Zapadno od Punta Križe je otok Lošinj preko 5 km širokog Lošinjskog kanala. S južne strane su brojne plićine koje se skupno nazivaju Plitvac Palacol te otočići Oruda i Palacol. Na istoku je zaljev Kvarnerić i otočić Trstenik udaljen od Punta Križe oko 6 km, na najbližoj točki malo preko 4 km. Preko Kvarnerića dalje na istoku je Pag, a na sjeveroistoku Rab. Sjeverno je Punta Križi najbliže susjedno naselje Osor.

## Naziv
Naziv dolazi od pojma raskršće, raskrižje jer se selo nalazi na raskrižju puteva koji povezuju nekada primarno pastirske zeseoke.

## Zemljopisne odlike
Punta Križa je nizak, valoviti predio s tri strane omeđen morem. Od vrhova se ističu Maslovnik, tek 80 mnm, Ciprijan 74 mnm te najviši vrh Vela Straža na prijelaznom području prema susjednom Osoru.

## Dupini
- Dobri dupin 14. srpnja 2009. Cres-Lošinj. 1.
- Dobri dupin 14. srpnja 2009. Cres-Lošinj. 2

Obale su izrazito razvedene naročito na jugoistoku gdje mnoštvo uskih, a duboko u Cres uvučenih uvala tvori velik broj malih poluotoka zbog čega je obalna linija s obzirom na površinu kopna vrlo velika. Zapravo, ovdje je jedna od najrazvedenijih obala na Jadranu i svakako najrazvedenija na Cresu.
Neke od većih uvala su: Majiška, Kaldonta, Martinšćica, Galbočica na zapadnoj strani, Veli žal, Jadrišćica, Baldarin, Meli na južnoj, Vlaška, Veli Zakijac, Kolorat, Majička, Ul, Vrč, Vela Javorna, Toverašćica na istočnoj strani. Najveće među njima su Jadrišćica duga 2 km, a široka od 100 do 400 metara i na čijoj istočnoj obali je zaseok Pogana, Majička te Ul na čijem kraju je i istoimeni zaseok sa svega tri-četiri kuće.

## Stanovništvo
Prema popisu stanovništva iz 2001. g. na Punta Križi je živio 61 stanovnik. Od toga je u samom selu Punta Križa živjelo oko 50, a u okolnim zaseocima preostalih 10-ak stanovnika.

### Zaseoci Punta Križe
U okolici sela Punta Križe još je 16 zaseoka, to su: Grmosaj i Matalda udaljeni oko 6 km od Punta Križe na sjever, a nalaze se na prijelaznom području prema Osoru, Drakovac, Peknji, Ograde i Smrečje zapadno od Punta Križe od koje su prosječno udaljeni oko 3,5 km, Peski, Fontana, Sveti Andrija, Veli Mikložan, Pogana i Luzare na jugu, Murtovnik i Sveti Anton na istočnom dijelu Punta Križe te Perhavac i Ul u neposrednoj blizini sela Punta Križa. Većina tih zaseoka su zapravo izumrla i u njma nema stalnih stanovnika, ali su kuće uglavnom obnovljene pa su ti zaseoci privremeno nastanjeni tijekom ljetnih mjeseci. Osim ljudi koji su iz tih zaseoka podrijetlom, vlasnici obnovljenih kuća su i strani državljani. Nekada su to bili pastirski zaseoci, a danas služe prvenstveno za odmor.

### Kretanje broja stanovnika
Punta Križa bilježe porast stanovništva u drugoj polovini 19. st. Prema prvom službenom popisu stanovnika iz 1857. g. u tom je kraju živjelo 154 stanovnika, a 1890. g. 232. Već u prvoj polovini 20. st. dolazi do stagnacije pa je 1948. g popisano samo 6 stanovnika više nego spomenute 1890. g. Prema tom popisu iz 1948. g. kada je popisano 238 žitelja, ujedno je popisan i najveći broj stanovnika u povijesti Punta Križe. Od tada slijedi razdoblje depopulacije koje traje i danas. Najveći pad broja stanovnika bio je 1960-ih godina, gotovo za 50 %. Prema popisu iz 1991. g. Punta Križa imala je 81 stanovnika.
Unatoč dugom razdoblju emigracija i negativnog prirodnog priraštaja, u posljednjih 20-etak godina dolazi do prestanka iseljavanja pa čak i povratka nekih Puntakrižana u rodni kraj. Glavni razlog tome je pojava turizma.
| broj stanovnika | 154   | 155   | 158   | 232   | 227   | 225   | 196   | 212   | 238   | 187   | 194   | 102   | 69    | 81    | 61    | 63    | 46    |
|                 | 1857. | 1869. | 1880. | 1890. | 1900. | 1910. | 1921. | 1931. | 1948. | 1953. | 1961. | 1971. | 1981. | 1991. | 2001. | 2011. | 2021. |

## Gospodarstvo
Punta Križa je bio tradicionalno ovčarski kraj. Međutim, danas je ovčarstvo uglavnom tek dopunski izvor prihoda stanovništva koje se uglavnom bavi turizmom točnije iznajmljivanjem soba i apartmana. Turističku ponudu dopunjuje poznati auto-kamp Baldarin u istoimenoj uvali na jugu Punta Križe. To je dijelom naturistički, a dijelom konvencionalni kamp. Između zaseoka Pogana i Sveti Andrija nekada je postojao mali kamp Punta Križa,međutim u današnje vrijeme postoji samo već spomenuti auto-camp "Baldarin" koji ide u korak s vremenom zahvaljujući stručnom vodstvu te svojim gostima nudi mnoge pogodnosti kao i sam užitak u jednom od najljepših i najprirodnih kampova na Jadranu.
S obzirom na bogatstvo životinjskog svijeta, razvijen je i lovni turizam.
U uvali Kaldonta na zapadnoj strani Punta Križe je uzgajalište riba.
U selu Punta Križa se nalazi ugostiteljski objekt buffet "Tina" koji radi tokom cijele godine i koji vodi lokalna obitelj, dok drugi mještani imaju ponudu apartmana i soba koje su također dostupne tokom cijele godine.
Dalje,u naselju Draga koja je smještena uz samo more nalaze se apartmani s pogledom na more kao i privatne male vikendice.
Naselje i uvala Pogana uz ponudu apartmana sadrži i jedan ugostiteljski objekt,gostionicu "Pogana" koja je isto pod vodstvom lokalne obitelji.
U mjesto Punta Križa je električna energija stigla 1970. g., dok je u ostala naselja kao što su Pogana, Draga i sam auto-camp električna energija stigla 1981.g.,asfaltirana cesta tek 1974. g. (do tada se do tog dijela otoka dolazilo pješke ili brodicom), a fiksna telefonija tek 1994. g. U međuvremenu su prve cijevi vodovoda od povijesnog mjesta Osor prema Punta Križi zamijenjena tako da područje Punta Križe ima vodovod.

## Biljni i životinjski svijet
U moru oko južnog dijela Cresa i otoka Lošinja obitava jedna od najvećih kolonija dupina u Jadranu, oko 150 jedinki. Osim toga more je bogato i ribljim vrstama, naročito oko sika južno od Punta Križe.
Vizure Punta Križe su tipično mediteranske s gustim šumama hrasta crnike i primorskog bora te zelenim livadama nekad intenzivno korištenima za ispašu ovaca.
Bujna vegetacija pogodovala je razvoju i brojnosti divljači. Najčešći primjerci su fazani, zečevi, divlje patke, ali i jeleni lopatari.

## Znamenitosti
- Crkva svetog Antuna iz 15. st.
- Na seoskom groblju je romanička crkva svetog Andrije nastala na temeljima još starijeg sakralnog objekta.
- Podno vrhova Ciprijan i Vela straža, na osamljenim mjestima, su još dvije kapele.
- 24. lipnja slavi se dan svetog Ivana, zaštitnika mjesta.

## Vanjske poveznice
- Službene stranice Turističke zajednice Mali Lošinj o Punta Križi + fotogalerija  Arhivirana inačica izvorne stranice od 30. studenoga 2010. (Wayback Machine)
- Stranica kampa Baldarin  Arhivirana inačica izvorne stranice od 4. veljače 2010. (Wayback Machine)